# K'inich K'an B'alam II
K'inich K'an B'alam II of Chan Bahlum II (23 mei 635 - 20 februari 702) was ahau van de Maya stadstaat Palenque.
Hij kwam aan de macht op 19 januari 684, enkele maanden na de dood van zijn vader Pacal de Grote. Hij zette de politiek van zijn vader voort, en ondernam tal van bouwprojecten. Hij werd opgevolgd door zijn jongere broer K'inich K'an Joy Chitam II.